# 威廉·米勒 (德国诗人)

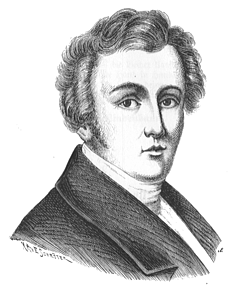
威廉·米勒

约翰·路德维希·威廉·米勒（德語：Johann Ludwig Wilhelm Müller，1794年10月7日—1827年9月30日）是一位德国诗人。弗朗茨·舒伯特两部著名声乐套曲《美丽的磨坊女》及《冬之旅》的歌词都是出自其手。

## 生平
威廉·米勒生于当时属安哈尔特-德绍公国的德绍。他的父亲是一名裁缝。他早年求学于当地的文理中学，后考入柏林大学，学习哲学及历史。1813年至1814年，他自愿加入普鲁士陆军，参与了拿破仑战争，先后经历了吕岑会战、包岑会战、库尔姆会战以及哈瑙会战。1814年，他回到柏林继续学业。1817年，他先后访问了南德意志及意大利，并于1820年出版了游记《罗马，罗马人及罗马妇女》（德語：Rom, Römer und Römerinnen）。他于1819年成为德绍当地一所学校的西洋古典學教师，后于1820年成为公国图书馆的一名图书馆员，并在那里度过余生。1827年，米勒因心脏病突发去世，得年32岁。

## 作品
米勒最早的诗作收录于1816年出版的与朋友一起创作的诗集《鲜血之邦》（德語：Bundesbluten）中。同年，他还出版了诗集《恋歌撷华》（德語：Blumenlese aus den Minnesängern）。他在1821年至1824年间先后出版的《巡游号手留诗》（德語：Gedichte aus den hinterlassenen Papieren eines reisenden Waldhornisten）及《希腊人之歌》（德語：Lieder der Griechen）为他确立了文学界的声名。米勒在后者中表达了对于当时正在反抗土耳其人统治的希腊人深切的同情。当时许多其他诗人也以此为题材作诗。他后来先后在1825年及1827年出版了诗集《现代希腊民歌》（德語：Neugriechische Volkslieder）及《抒情之旅与警世巡游》（德語：Lyrische Reisen und epigrammatische Spaziergänge）。他许多的诗作都是仿作自德意志民歌。
米勒还曾撰写专著《荷马史诗入门》（德語：Homerische Vorschule），翻译克里斯托弗·馬洛的《浮士德博士悲剧》并编辑整理了《17世纪秘诗辑录》（德語：Bibliothek der Dichtungen des 17. Jahrhunderts）。

### 作品合集
德国诗人古斯塔夫·施瓦布曾编辑整理过《米勒合集》（德語：Vermischte Schriften）。其中还包括为米勒作的传。1837年，《米勒诗集》（德語：Gedichte）出版。米勒的儿子，弗里德里希·马克斯·米勒也在1868年参与了对于该书的修订。后来又有多部合集出版，其中包括1894年雷克拉姆出版社的万有文库本以及1906年出版的哈特菲尔德本。

## 影响

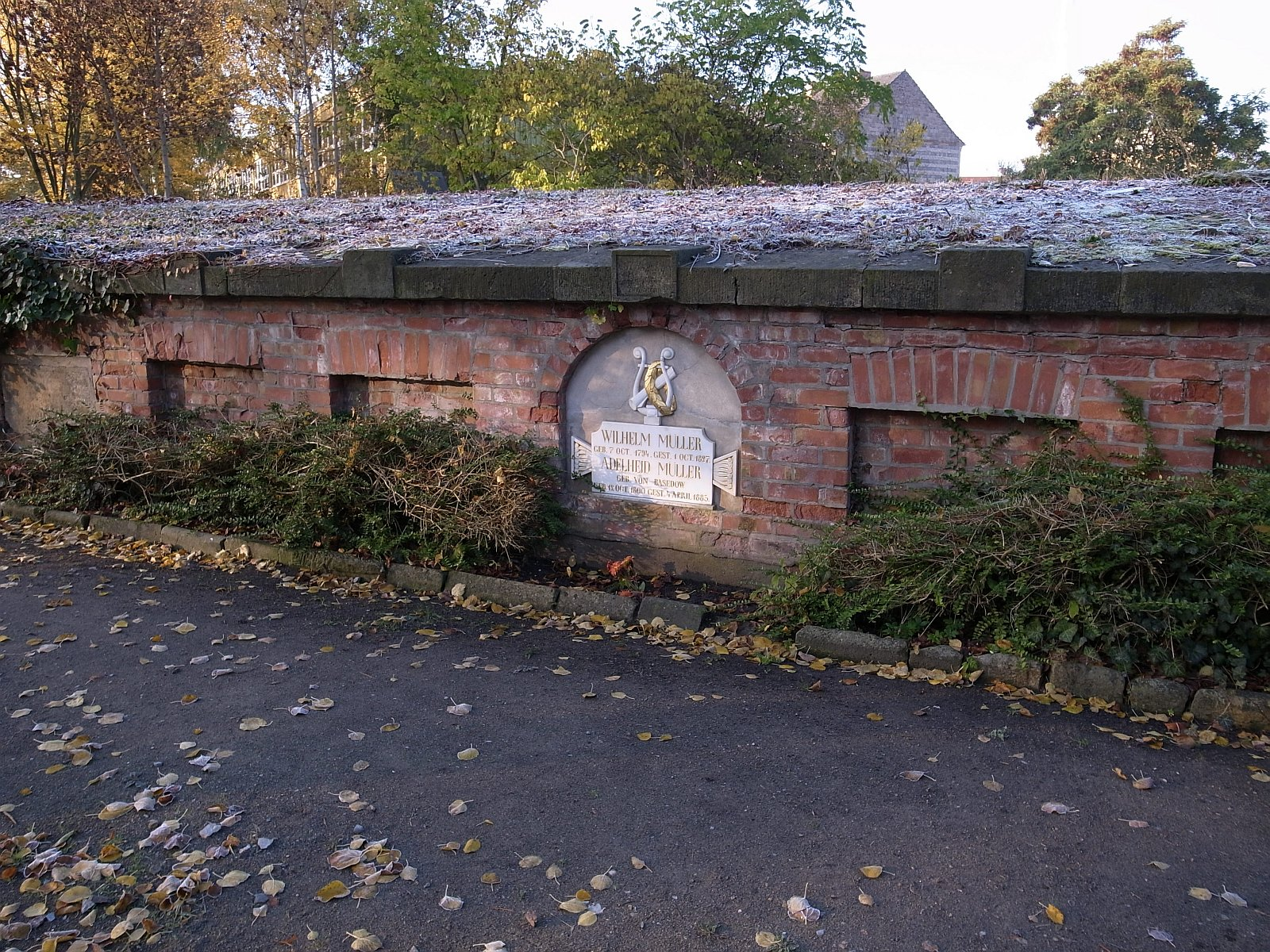
位于德绍的米勒之墓

米勒以民歌及讽喻政治的诗作见长。他的诗作被弗朗茨·舒伯特等作曲家改编为声乐作品，并影响到了德国诗人海因里希·海涅。舒伯特两部著名的声乐套曲《美丽的磨坊女》及《冬之旅》（德語：Winterreise）的歌词都出自其手。
安德烈斯·纽曼在2009年所写的小说《世纪旅行者》（西班牙語：El viajero del siglo）的部分人物也是得益于《冬之旅》的启发。纽曼之前曾将米勒的诗作译为西班牙语。

## 家庭
米勒的儿子弗里德里希·马克斯·米勒是一位英国东方学家，在宗教比较研究有所建树。他的孙子威廉·马克斯·米勒是一位美国东方学家。

## 延伸阅读
- Dorschel, Andreas. . The German Quarterly. 1993, LXVI (4): 467–476.
- Hake, Bruno. . Berlin: Mayer & Müller. 1908.
- 本条目包含来自公有领域出版物的文本: Chisholm, Hugh (编). .  (第11版). London: Cambridge University Press. 1911.以下为该条目引用文献：
  - F. Max Müller. . Allgemeine Deutsche Biographie: 683－694.   [2015-11-20]. （原始内容存档于2021-01-18）.
  - O. Franck. . Mittellungen des Vereins für anhaltische Geschichte. 1887.
  - J. T. Hatfield. . Deutsche Rundschau. 1902.